# Черату де Копачоаса (Горж)
Черату де Копачоаса (рум. Cerătu de Copăcioasa) насеље је у Румунији у округу Горж у општини Скоарца. Oпштина се налази на надморској висини од 258 m.

## Становништво
Према подацима из 2002. године у насељу је живело 206 становника, од којих су сви румунске националности.